# Lophopoeum timbouvae
Lophopoeum timbouvae là một loài bọ cánh cứng trong họ Cerambycidae.